# Paryż-Nicea 2009
67. edycja wyścigu Paryż-Nicea miała miejsce w dniach 8 do 15 marca 2009 roku. Liczyła ona osiem etapów, o łącznym dystansie 1082,8 km. 
Wyścig wygrał młody Hiszpan, mistrz swojego kraju Luis León Sánchez, po zaciętej walce o żółtą koszulkę lidera ze swoim rodakiem, Alberto Contadorem. 

## Etapy
| Etap | Data     | Start - Meta                                      | km        | Zwycięzca etapu                         | Lider             |
| ---- | -------- | ------------------------------------------------- | --------- | --------------------------------------- | ----------------- |
| 1.   | 8 marca  | Amilly                                            | 9,3 (ITT) | Alberto Contador Hiszpania              | Alberto Contador  |
| 2.   | 9 marca  | Saint-Brisson-sur-Loire - La Chapelle-Saint-Ursin | 195,5     | Heinrich Haussler Niemcy                | Alberto Contador  |
| 3.   | 10 marca | Orval – Vichy                                     | 178       | Sylvain Chavanel Francja                | Sylvain Chavanel  |
| 4.   | 11 marca | Vichy – Saint-Étienne                             | 173,5     | Christian Vande Velde Stany Zjednoczone | Sylvain Chavanel  |
| 5.   | 12 marca | Annonay – Vallon-Pont-d’Arc                       | 204       | Jérémy Roy Francja                      | Sylvain Chavanel  |
| 6.   | 13 marca | Saint-Paul-Trois-Châteaux - La Montagne de Lure   | 182,5     | Alberto Contador Hiszpania              | Alberto Contador  |
| 7.   | 14 marca | Manosque – Fayence                                | 191       | Luis León Sánchez Hiszpania             | Luis León Sánchez |
| 8.   | 15 marca | Nicea – Nicea                                     | 119       | Antonio Colom Hiszpania                 | Luis León Sánchez |

## Końcowa klasyfikacja generalna
| M-ce | Imię i nazwisko     | Kraj       | Drużyna               | Czas          |
| ---- | ------------------- | ---------- | --------------------- | ------------- |
| 1.   | Luis León Sánchez   | Hiszpania  | Caisse d’Epargne      | 30h 53min 51s |
| 2.   | Fränk Schleck       | Luksemburg | Team Saxo Bank        | + 1.00        |
| 3.   | Sylvain Chavanel    | Francja    | Quick Step            | + 1.09        |
| 4.   | Alberto Contador    | Hiszpania  | Team Astana           | + 1.24        |
| 5.   | Antonio Colom       | Hiszpania  | Team Katiusza         | + 1.47        |
| 6.   | Jens Voigt          | Niemcy     | Team Saxo Bank        | + 1.59        |
| 7.   | Kevin Seeldrayers   | Belgia     | Quick Step            | + 2.29        |
| 8.   | Jonathan Hivert     | Francja    | Skil-Shimano          | + 2.57        |
| 9.   | Jurij Trofimow      | Rosja      | Bouygues Telecom      | + 3.37        |
| 10.  | Christophe Le Mevel | Francja    | La Française des Jeux | + 4.00        |

## Klasyfikacja drużynowa (TOP 3)
| M-ce | Drużyna               | Czas          |
| ---- | --------------------- | ------------- |
| 1.   | Team Saxo Bank        | 92h 52min 45s |
| 2.   | La Française des Jeux | + 10.29       |
| 3.   | Caisse d’Epargne      | + 13.58       |

## Klasyfikacja górska (TOP 3)
| M-ce | Zawodnik         | Kraj      | Drużyna                   | Punkty |
| ---- | ---------------- | --------- | ------------------------- | ------ |
| 1.   | Tony Martin      | Niemcy    | Team Columbia - High Road | 55     |
| 2.   | Alberto Contador | Hiszpania | Team Astana               | 48     |
| 3.   | Jérémy Roy       | Francja   | La Française des Jeux     | 32     |

## Klasyfikacja punktowa (TOP 3)
| M-ce | Zawodnik         | Kraj      | Drużyna       | Punkty |
| ---- | ---------------- | --------- | ------------- | ------ |
| 1.   | Sylvain Chavanel | Francja   | Quick Step    | 94     |
| 2.   | Alberto Contador | Hiszpania | Team Astana   | 84     |
| 3.   | Antonio Colom    | Hiszpania | Team Katiusza | 76     |

## Klasyfikacja młodzieżowa (TOP 3)
| M-ce | Zawodnik          | Kraj    | Drużyna          | Czas          |
| ---- | ----------------- | ------- | ---------------- | ------------- |
| 1.   | Kevin Seeldrayers | Belgia  | Quick Step       | 30h 56min 20s |
| 2.   | Jonathan Hivert   | Francja | Skil-Shimano     | + 0.28        |
| 3.   | Jurij Trofimow    | Rosja   | Bouygues Telecom | + 1.08        |